# Ibis réunionský
Ibis réunionský (Threskiornis solitarius) je vyhynulý druh ibisovitého ptáka, který žil endemitně na vulkanickém ostrově Réunion v Indickém oceánu. První subfosilní pozůstatky tohoto druhu byly nalezeny v roce 1974, k jejich vědeckému popisu došlo až roku 1987. Z hlediska zoologické systematiky jde o zástupce rodu Threskiornis, jenž byl blízce příbuzný druhům T. bernieri, T. aethiopicus (ibis posvátný) a T. spinicollis (ibis žlutokrký). O bílém ptákovi z ostrova Réunion se však zmiňují již zprávy cestovatelů ze 17. a 18. století, podle nichž šlo o špatného letce a povahou samotáře: kvůli tomu se mu říkalo Réunion solitaire.
V polovině 19. století začal být pták ze starých zpráv mylně interpretován jako bílý příbuzný slavného dronta mauricijského (Raphus cucullatus), a to kvůli jednomu záznamu, jenž se o existenci dronta na Réunionu přímo zmiňoval, a také kvůli tehdy objeveným obrazům bílých drontů ze 17. století. Na Réunionu však nikdy nebyly objeveny žádné pozůstatky ptáků podobajících se drontům a také vazba obrazů na ostrovní faunu zůstávala nejistá. Objev zmíněných subfosilií na konci 20. století vnuknul myšlenku, že staré záznamy ve skutečnosti popisují právě ibise. Navzdory prvotnímu vlažnému nesouhlasu se obecně uznává, že Réunion solitaire a ibis ze subfosilních pozůstatků představovali téhož ptáka.
Na základě starých popisů a subfosilií šlo o převážně bílého ptáka, ovšem částečně zbarveného žlutými a šedými odstíny. Černého zbarvení dosahovaly špičky křídel a také roztřepené peří na ocase podobné pštrosímu. Krk a končetiny byly dlouhé a zobák v porovnání s jinými ibisy relativně rovný a krátký. Celkovou konstitucí šlo o robustnější druh ve srovnání s jeho současníky, ačkoli se jim celkem podobal. Délka těla dosahovala maximálně 65 cm. Prozkoumané pozůstatky křídel naznačují, že skutečně nešlo o nijak dobrého letce, snad kvůli nutnosti sezónně se vykrmovat. Dospělci se krmili červi a další potravou nalézanou na půdě. V průběhu 17. století se ibisové vyskytovali v horských oblastech ostrova, kam je však mohly vytlačit teprve predace ze strany zavlečených zvířat a intenzivní lov lidmi; maso ibisů prý bylo zvlášť chutné. Na začátku 18. století ibis réunionský kvůli těmto faktorům zřejmě vyhynul.